# 特攻服凶走曲
『特攻服凶走曲』（とっぷくきょうそうきょく）は、古沢優による日本の漫画作品。SPコミックス（リイド社）より全8巻が発売された。1996年にOVA化。

## 登場人物

### 死異悶鬼威
加茂弘樹（かも ひろき）

香川修（かがわ おさむ）

橋利健児（はしり けんじ）

今井完太（いまい かんた）

小池勉（こいけ つとむ）

## 既刊一覧
- 古沢優『特攻服凶走曲』リイド社〈SPコミックス〉、全8巻

1. カモなマイ族（チーム） 1994年11月19日発行 ISBN 4-8458-0984-2
2. 污名返上決死行 1995年4月26日発行 ISBN 4-8458-0985-0
3. 怒りの逆転スーパーパンチ!! 1995年11月21日発行 ISBN 4-8458-0986-9
4. 嵐の予感……? 1996年6月26日発行 ISBN 4-8458-0987-7
5. 奇襲作戦in柏 1996年12月13日発行 ISBN 4-8458-1358-0
6. 死闘! ベイエリアの抗争 1997年8月16日発行 ISBN 4-8458-1594-X
7. 総長と呼ばないで 1998年2月23日発行 ISBN 4-8458-1595-8
8. 硬派レディー 1998年10月5日発行 ISBN 4-8458-1596-6

## OVA

### キャスト
- 加茂弘樹：檜山修之
- 香川修：古田信幸
- 橋利健児：岩永哲哉
- 今井完太：二又一成
- 小池勉：高木渉
- 浅利：吉川虎範
- アヤ：小西寛子
- トモミ：千葉千恵巳
- マキ：水沢潤
- 榎本：千葉一伸
- 榎本の女：山田美穂
- 編集長：上田祐司
- トモジ：保志総一朗
- 川崎衛：宮田浩徳
- 土橋正幸：長嶝高士
- 大塚真吾：北島淳司

### スタッフ
- 企画：山地浩、円谷粲
- プロデューサー：千葉善紀、野々山浩士、今井朝幸、尾崎正善
- 原作：古沢優（リイド社/COMIC MIGHTY連載）
- 脚本：辰宮成彦
- 監督・演出：山崎友正
- キャラクターデザイン・絵コンテ・作画監督：小泉謙三
- 美術監督：玉利和彦
- 撮影監督：森口洋輔
- 音響監督：松浦典良
- 編集：谷口肇
- タイトル：マキ・プロ
- 現像：東映化学
- アニメーション制作：円谷映像
- 製作：ギャガ・コミュニケーションズ

### 主題歌
メインテーマ「Soul in the Night」（1話・2話）
エンディングテーマ「羊よ眠れ」（1話）
エンディングテーマ「Wind roze」（2話）
作詞・作曲・歌：武藤智

### 映像ソフト
- 「特攻服凶走曲」1996年6月28日発売 VHS:THC-16511
- 「特攻服凶走曲2」1996年7月26日発売 VHS:THC-16521